# Castiglione Tinella
Castiglione Tinella (Castion Tinela in piemontese) è un comune italiano di 743 abitanti della provincia di Cuneo in Piemonte.

## Storia

### Simboli
Lo stemma e il gonfalone sono stati concessi con DPR del 19 settembre 1994.
Il gonfalone è un drappo di giallo.

## Monumenti e luoghi d'interesse

### Architetture religiose
- Santuario della Madonna del Buon Consiglio
- Chiesa parrocchiale di Sant'Andrea
- Chiesa di San Carlo

## Società

### Evoluzione demografica
Abitanti censiti

### Etnie e minoranze straniere
Secondo i dati Istat al 31 dicembre 2017, i cittadini stranieri residenti a Castiglione Tinella sono 129, così suddivisi per nazionalità, elencando per le presenze più significative:
1. Repubblica di Macedonia, 43
2. Romania, 28

## Cultura

### Ricorrenze
- Festa patronale di san Luigi (21 giugno)

### Feste e fiere
- Festa patronale di san Luigi (domenica successiva al 21 giugno)
- Festa del santuario del Buon Consiglio (prima domenica di settembre)
- Virginia Day, evento celebrato annualmente che rievoca la figura di Virginia Oldoini, Contessa di Castiglione, il personaggio storico più celebre di Castiglione Tinella, la cui fama si fuse con quella del paese stesso. L'evento comprende una mostra fotografica; a lei è intitolata una associazione turistico-culturale, una terrazza presso l’edificio comunale e perfino dei dolci a base di nocciola delle Langhe chiamati “Contessine”.

## Economia
L'economia di Castiglione Tinella si basa essenzialmente sulla coltivazione di vigneti, che producono principalmente il Moscato d'Asti.
Dal 2018 alcuni coltivatori di ulivi si sono uniti per creare l'Olio di Castiglione.

## Amministrazione
| Periodo        | Periodo       | Primo cittadino | Partito       | Carica  | Note   |
| -------------- | ------------- | --------------- | ------------- | ------- | ------ |
| 17 aprile 2000 | 5 aprile 2005 | Enrico Orlando  | Lista civica  | Sindaco | [ 8 ]  |
| 5 aprile 2005  | 30 marzo 2010 | Enrico Orlando  | La Margherita | Sindaco | [ 9 ]  |
| 30 marzo 2010  | in carica     | Bruno Penna     | Lista civica  | Sindaco | [ 10 ] |